# Classic Motor Car Company
Classic Motor Car Company war ein US-amerikanischer Hersteller von Automobilen.

## Unternehmensgeschichte
Das Unternehmen wurde 1916 in Chicago in Illinois gegründet. Im gleichen Jahr begann die Produktion von Automobilen. Der Markenname lautete Classic. Die Verkaufszahlen entwickelten sich ordentlich. 1917 endete die Produktion zunächst wegen Materialknappheit aufgrund des Ersten Weltkriegs.
1920 gab es den Versuch eines Neustarts in Lake Geneva in Wisconsin. Die Produktion blieb minimal.

## Fahrzeuge
Zunächst gab es das Model 4-40. Ein Vierzylindermotor von Lycoming mit 20 PS Leistung trieb die Fahrzeuge an. Das Fahrgestell hatte 290 cm Radstand. Zur Wahl standen ein dreisitziger Cloverleaf-Roadster und ein fünfsitziger Tourenwagen. Auffallend war die leicht schräg gestellte Windschutzscheibe.
1920 waren die Modelle Four und Six geplant. Sie sollten selbst hergestellte Vier- und Sechszylindermotoren erhalten. Der Radstand war auf 300 cm festgelegt.